# Riva (Cantabria)
Riva, a veces también denominado Riba, es la capital del municipio de Ruesga (Cantabria, España). En el año 2024, contaba con 161 habitantes (INE). La localidad está a 191 metros de altitud, y a 49,5 kilómetros de distancia de la capital cántabra, Santander.